# Georges-Frédéric Ier de Brandebourg-Ansbach
Georges-Frédéric Ier, dit der Älteste, « l'Ancien » (5 avril 1539, Ansbach – 25 avril 1603, Ansbach) est margrave de Brandebourg-Ansbach de 1543 à sa mort et margrave de Brandebourg-Kulmbach de 1553 à sa mort.

## Biographie
Georges-Frédéric est le fils du margrave Georges de Brandebourg-Ansbach et de son épouse Émilie de Saxe. À la mort de son père, en 1543, il hérite d'Ansbach, puis de Bayreuth à la mise au ban de l'Empire de son cousin Albert Alcibiade dix ans plus tard. Il assure la régence du duché de Prusse à partir de 1577 au nom du mentalement instable Albert-Frédéric.
Il est le dernier prince de la maison de Hohenzollern de Franconie. À son décès, Ansbach et Bayreuth reviennent respectivement à Joachim-Ernest et Christian, deux fils de l'électeur Jean II Georges de Brandebourg, en vertu du traité de Gera de 1598.

### Mariages et descendance
En 1558, Georges Frédéric de Brandebourg-Ansbach épouse Élisabeth de Brandebourg-Küstrin (1540-1578), fille du margrave Jean Ier de Brandebourg-Küstrin. Veuf, il se remarie en 1579 avec Sophie de Brunswick-Lunebourg (1563-1639), fille du duc Guillaume de Brunswick-Lunebourg. Ces deux mariages sont stériles.